# 察南自治政府

察南自治政府

国の標語: 日察如一、剷除共黨、民族協和、民生向上

察南自治政府（さつなんじちせいふ）は、1937年（昭和12年）に中華民国察哈爾省南部で樹立された自治政府。日本の傀儡政権とみなされている。1939年（昭和14年）に蒙古聯盟自治政府、晋北自治政府と合併し、それ以降は蒙古聯合自治政府内の行政区画となった。

## 沿革

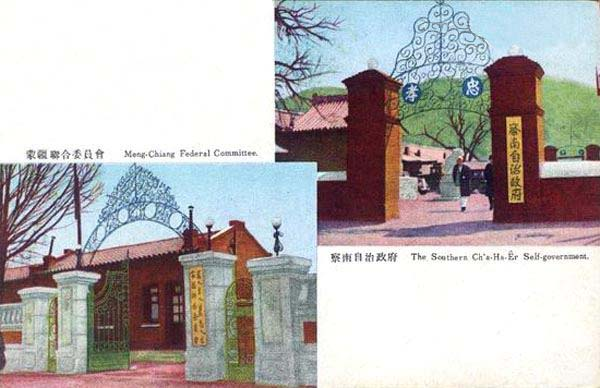
上図が察南自治政府庁舎、下図が蒙疆聯合委員会庁舎

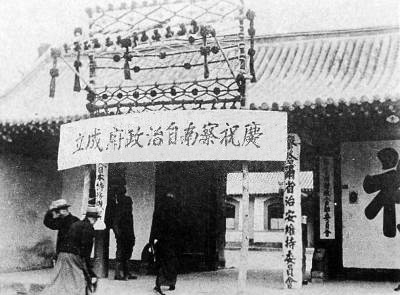
察南自治政府樹立を祝う様子（1937年）

1937年（昭和12年）8月27日、関東軍は中華民国察哈爾省の省都である張家口を占拠した。張家口商会の執行委員を務めていた于品卿は日本軍に招聘され、同地を拠点とする張家口治安維持会委員に任命された。9月4日、張家口治安維持会から発展する形で察南自治政府を樹立。張家口はそのまま首都として引き継がれ、察哈爾省南部10県（宣化県、万全県、懐安県、涿鹿県、蔚県、陽原県、赤城県、竜関県、延慶県、懐来県）を管轄する、最大人口200万人の政府となった。察南自治政府は施政綱領として「日察如一、剷除共黨、民族協和、民生向上」（日本とチャハルの団結、共産主義勢力の根絶、民族の協和、人民生活の向上）を掲げていた。
蒙疆地区には、察南自治政府以外にも蒙古聯盟自治政府と晋北自治政府が同時期に樹立されていた。これら3自治政府は、互いの活動の円滑化を図るために蒙疆聯合委員会を設立したが、この委員会は十分に機能しなかった。従って1939年（昭和14年）9月、3自治政府統合による機能の一本化が行われ、察南自治政府は新たに樹立された蒙古聯合自治政府に吸収される形で消滅した。その際、旧察南自治政府は察南政庁として再編され、新政府の行政区画に組み込まれた。なお、察南政庁は1943年（昭和18年）に宣化省へ改称されている。

## 組織
察南自治政府は、政務委員の中から選出された2名の最高委員が行政首脳の役割を果たしていた。その他、総務処、民生庁、財政庁、保安庁、民政庁の各部署があり、それぞれのトップとして処長・庁長が設置されていた。また、自治政府の各部署には日本人が顧問として派遣されており、行政大権に干渉できるようになっていた。
政府樹立から消滅までの2年間、最高委員は杜運宇と于品卿が務めており、特に于品卿は察南自治政府の主席でもある。なお、察南自治政府は在張家口日本軍の特務機関長である吉岡安直と、蒙疆聯合委員会最高顧問の金井章次による実質的な影響下に置かれていた。
察南自治政府の主要職官：
- 最高顧問：竹内元平（中国語版）
- 最高委員：于品卿、杜運宇（中国語版）
- 政務委員：于品卿、杜運宇、阮子南（中国語版）、白奎祥（中国語版）、釈縁智（中国語版）、韓運（中国語版）、鄭仁斉（中国語版）、韓玉峰（中国語版）
- 総務処長：陳玉銘
- 民政庁長：陳玉銘
- 民生庁長：盧鏡如（中国語版）[7]
- 財政庁長：楊金声（中国語版）
- 保安庁長：高木一也（中国語版）